# えびなみつる
えびなみつる（1951年 -  ）は、日本の漫画家、絵本作家、イラストレーター。

## 来歴
宮城県出身。早稲田大学中退。大学在学中は早稲田大学漫画研究会に所属。中退後フリーの漫画家へ。

## 受賞歴
- 1993年 - 星の都絵本大賞 『とおいクリスマス』
- 1995年 - オホーツク国際漫画大賞

## 主な作品

### 絵本
- とおいクリスマス（1994）
- オリオン越冬隊（1995）
- おとうさんにもらった……（1998）
- きみの町に星をみているねこはいないかい？（2003）
- すばらしい一日（2007）

### 漫画
- 蔵の中
- 作ろう遊ぼう工作王 1-5
- 猫本
- 猫本2

### イラスト
- 星空へようこそ（横山充男）
- ほしにむすばれて（谷川俊太郎）

### 雑誌
- 月刊OUT - 初期の号でパロディ国家の企画コーナー「官報」をさくまあきら、堀井雄二とともに担当。

### その他
- 怪物パラ☆ダイス
- イラスト図解でよくわかる 宇宙 素朴な疑問が解ける本
- テレビを3倍楽しむ本 ギャグ版TVガイド - 1981年、KKベストセラーズ、ワニの豆本

ほか多数